# MSC Poesia
Le MSC Poesia est un navire de croisière  de la flotte de MSC Cruises. Il fut construit en 2006-2008 à Saint-Nazaire, les anciens Chantiers de l'Atlantique du groupe STX Europe.
C'est une unité de classe Musica comprenant les MSC Musica, MSC Magnifica et MSC Orchestra. Toutes les unités de la classe Musica sont classées Panamax et peuvent donc passer le canal de Panama.
Ce paquebot fait son apparition dans l'émission C'est Pas Sorcier Au rythme d'une croisière.

## Spécifications techniques
- Longueur : 293,8 mètres
- Largeur : 32 mètres
- Tonnage : 92,627 unités de jauge brute
- Vitesse : 23 nœuds
- Passagers : 2,550 en capacité maximale
- Membres d'équipage : 987
- Cabines : 1,257
- Ponts : 16
- Ascenseurs : 13

## Description
Le MSC Poesia comprend 2 restaurants principaux, La Fontanne et Il Paladio, ainsi qu'un buffet, Villa pompeina et un restaurant à la carte, l'Obelisco.
L'équipement du navire comprend également :
- 12 ponts passagers
- 13 ascenseurs
- Systèmes afin de réduire les vibrations et la réduction du bruit dans les lieux publics.
- 18 suites avec balcon privé
- 809 cabines extérieures avec balcon, dont 3 pour personnes à mobilité réduite
- 173 cabines extérieures dont 2 pour personnes à mobilité réduite
- 275 cabines intérieures, dont 12 pour personnes à mobilité réduite
- TV interactive, minibar, coffre-fort, radio, salle de bains avec douche, sèche-cheveux, climatisation et chauffage, un téléphone et Internet sans fil.
- Équipements de sports (mini-golf, tennis, piste de jogging, gym, aérobic, centre de yoga, piscines)
- Centre de bien-être (saunas, bains de vapeur, thalassothérapie, aromathérapie, chromothérapie, salon de beauté, solarium, jacuzzi)
- Installations de divertissements (zones ados, discothèque, salle de jeux, piscine enfants, théâtre, cinéma, casino, bibliothèque, galeries d'art et photos, boutiques)
- Restaurations (Bar à sushis, les Cafés Internet, Salles de cigares, Cave à vin, Restaurants de Spécialités)
- Autres services (photographe, centre médical, boutiques hors taxes)

## Incidents
Le 6 juin 2008, le MSC Poesia entra en collision avec le Costa Classica de Costa Croisières, au mouillage à Dubrovnik, en Croatie. Le premier, évoluant pour gagner le large, tentait de passer dans un passage assez étroit, situé entre la terre et le Classica. C'est au cours de cette manœuvre que la partie centrale du Poesia, au niveau du pont promenade, a heurté la proue du Classica. Aucun blessé ne fut à déplorer, juste des dégâts matériels. MSC croisières fut tenu responsable de cet incident à la suite du virage serré de leur navire.
Le 9 janvier 2012, le MSC Poesia s'est échoué pendant quelques heures sur un récif au large de l'île de Grand Bahama. Il n'y eut aucun blessé. En revanche, il semblerait que le récif, apparemment riche en faune et flore marine, ait subi de gros dommages.